# Battlefield Earth
Battlefield Earth (bra: A Reconquista; prt: Terra - Campo de Batalha) é um filme estadunidense de 2000, dos gêneros ação, aventura, fantasia e ficção científica, dirigido por Roger Christian, com roteiro de Corey Mandell e J. D. Shapiro baseado do livro homônimo de L. Ron Hubbard. 
O enredo se passa no século 30 e mostra uma Terra comandada há mil anos pelos alienígenas psychlos, e uma rebelião estoura quando os psychlos tentam escravizar os humanos como mineradores de ouro.
Travolta, um cientologista de longa data, procurou por muitos anos fazer um filme sobre o livro de Hubbard. Ele não conseguiu financiamento de nenhum grande estúdios devido a preocupações sobre o roteiro, perspectivas e conexões com a cientologia. O projeto foi eventualmente pego por uma produtora independente, Franchise Pictures. Travolta assinou como co-produtor e contribuiu com milhões de dólares, de seu próprio bolso, para a produção, que foi financiada em sua maioria por uma distribuidora alemã. A Franchise Pictures, mais tarde, foi processada pelos seus investidores e foi a falência depois que se descobriu que ela superfaturou o filme em US$ 31 milhões.
Battlefield Earth foi lançado em 12 de maio de 2000. O filme foi um imenso fracasso comercial e a crítica o apontou como um dos piores filmes já feitos. Resenhas universalmente destruiram o filme, criticando quase todos os aspectos da produção. O resultado foi que Battlefield Earth falhou em recuperar seus custos. Travolta originalmente planejou o filme como o primeiro de dois que adaptariam o livro, já que o roteiro cobria apenas metade da publicação. O péssimo resultado do filme nas bilheterias significou que o segundo filme nunca seria feito.

## Enredo
No ano 3000, a Terra está dominada pela raça alienígena psychlos, que invadiu o planeta em 2000 e, em menos de nove minutos, deram fim à humanidade. O que restou da raça humana vive agora em tribos esparsas, e um humano, Jonnie Goodboy Tyler (Barry Pepper), é capturado pelos psychlos enquanto explorava as Montanhas Rochosas. O chefe de segurança local, Terl (John Travolta), decide fazer fortuna procurando ouro em áreas radioativas, e decide ensinar a Jonnie o método psychlo, para que ele execute seu plano - mas Jonnie acaba por fomentar uma rebelião.

## Elenco
- John Travolta.......Terl
- Barry Pepper.......Jonnie Goodboy Tyler
- Forest Whitaker.......Ker
- Kim Coates.......Carlo
- Kelly Preston.......Chirk
- Sabine Karsenti.......Chrissy
- Michael Byrne.......Parson Staffer
- Christian Tessier.......Mickey
- Sylvain Landry.......Sammy
- Richard Tyson.......Robert the Fox

## Prêmios
Framboesa de Ouro
Ganhou
- Pior Filme[carece de fontes?]
- Pior Diretor - Roger Christian[carece de fontes?]
- Pior Ator - John Travolta[carece de fontes?]
- Pior Ator Coadjuvante - Barry Pepper[carece de fontes?]
- Pior Atriz Coadjuvante - Kelly Preston[carece de fontes?]
- Pior Dupla - John Travolta e qualquer um em cena[carece de fontes?]
- Pior Roteiro - Um dos dois escritores creditados, J. D. Shapiro, recebeu seu prêmio pessoalmente.[10]
- Pior "Drama" dos 25 Anos do Prêmio[carece de fontes?]
- Pior Filme da Década de 2000 - Shapiro buscou o troféu na cerimônia.[11]

Indicações
- Pior Ator Coadjuvante - Forest Whitaker[carece de fontes?]